# Джон Верну Бувье III
Джон Верну Бувье III (англ. John Vernou Bouvier III, 19 мая 1891 — 3 августа 1957) — американский биржевой маклер с Уолл-стрит и светская личность. Он является отцом первой леди Жаклин Кеннеди Онассис и светской львицы Ли Радзивилл, а также тестем Джона Ф. Кеннеди.

## Ранние годы
Джон Верну Бувье III родился на Манхэттене в 1891 году. Он получил прозвище Чёрный Джек за смуглую кожу и яркий образ жизни.
Прадед Бувье, Мишель Шарль Бувье (1792-1874), был французским краснодеревщиком из Пон-Сен-Эспри, Прованс. Мишель эмигрировал в Филадельфию в 1815 году после участия в наполеоновских войнах, работал на Жозефа Бонапарта, женился, овдовел, а затем снова женился на Луизе Клиффорд Верну (1811-1872).
Помимо изготовления изысканной мебели, Мишель Бувье занимался продажей дров. Чтобы поддержать этот бизнес, он приобрел большие участки покрытой лесом земли, некоторые из которых содержали большие запасы угля. Мишель ещё больше приумножил свое состояние на спекуляциях недвижимостью. Его сыновья Юстес, Мишель Шарль (M.C.) и Джон В. Бувье-старший отличились в мире финансов на Уолл-стрит. Они оставили свое состояние единственному оставшемуся наследнику Бувье мужского пола, майору Джону Верну Бувье-младшему (1866-1948), который использовал часть денег для покупки поместья, известного как Ласата, в Ист-Хамптоне, Лонг-Айленд.
У майора Джона Верну Бувье-младшего, преуспевающего адвоката, и Мод Фрэнсис Сержант (1869-1940) было пятеро детей, из которых Джон Верну Бувье III был старшим. Уильям сержант "Бад" Бувье, который родился в 1893 году и умер от алкоголизма в 1929 году; Эдит Юинг Бувье Бил, которая родилась в 1895 году и стала женой Фелана Била-старшего и матерью Эдит Бувье Бил, Фелана Била-младшего и Бувье Била; и близнецы Мод Реппелин Бувье Дэвис и Мишель Кэролайн Бувье Скотт Патнэм.
Джон Верну Бувье III посещал академию Филиппса в Эксетере и Колумбийскую грамматическую и подготовительную школу. Затем он учился в Колумбийском колледже, альма-матер своего отца, где два года играл в теннис, прежде чем перевестись в научную школу Шеффилда при Йельском университете. Во время учёбы в Йельском университете он был членом тайного общества «Книга и змея» и клуба «Клойстер». Он окончил университет в 1914 году.

## Карьера
После окончания университета он пошёл работать биржевым маклером в фирму своего отца и дяди Bouvier, Bouvier & Bouvier. В 1917 году он покинул фирму, чтобы поступить на службу в Военно-морской флот Соединённых Штатов. Когда военно-морской флот оказался слишком напряженным, он перевелся в армию Соединённых Штатов, где служил в звании майора. В его объявлении о помолвке в 1920 году говорилось, что он служил в армейской авиации. Бувье был уволен в отставку в 1919 году, после чего вернулся к работе биржевым маклером на Уолл-стрит.
В 1940 году Бувье стал наследственным членом Мэрилендского общества Цинциннати.

## Личная жизнь
7 апреля 1920 года газета New York Sun опубликовала объявление о помолвке Бувье и мисс Элеоноры Кэрролл Дейнджерфилд Картер из Балтимора. В объявлении говорилось, что она была потомком Реверди Джонсона. Позже помолвка была расторгнута.
Позже он женился на Джанет Нортон Ли, дочери застройщика Джеймса Т. Ли, 7 июля 1928 года в церкви Святой Филомены в Ист-Хамптоне. У них было две дочери, Жаклин Ли Бувье (1929-1994) и Кэролайн Ли Бувье (1933-2019). Пьянство, азартные игры и распутство Бувье привели к разводу пары в июне 1940 года. Бувье больше никогда не женился.
В июне 1942 года Джанет Ли Бувье вышла замуж за Хью Дадли Ашинклосса-младшего. По сообщениям, Джанет не хотела, чтобы её бывший муж сопровождал свою дочь Жаклин к алтарю на её свадьбе с Джоном Ф. Кеннеди в 1953 году, как он сделал на свадьбе своей другой дочери Ли в предыдущем году., так что Жаклин вместо этого сопровождал её отчим. Однако некоторые сообщения указывали на то, что Бувье был слишком пьян, чтобы сопровождать свою дочь, что вынудило Ашинклосса вмешаться, чтобы выдать невесту.
К середине 1950-х годов Бувье время от времени общался со своими дочерьми и семьей. Он проводил большую часть своего времени, выпивая в одиночестве в своей нью-йоркской квартире, расположенной по адресу 125 East 74th Street.

## Смерть
Весной 1957 года у Бувье был диагностирован неизлечимый рак печени. 27 июля 1957 года он поступил в больницу Ленокс-Хилл, чтобы пройти курс химиотерапии. 1 августа он впал в кому. Он умер два дня спустя, 3 августа, в возрасте 66 лет. Его похороны, которые были организованы его дочерьми Жаклин и Ли, состоялись в соборе Святого Патрика на Манхэттене, после чего его тело было похоронено на семейном участке Бувье на католическом кладбище Святой Троицы в Ист-Хамптоне, штат Нью-Йорк.